# Акванегра Кремонезе
Акванегра Кремонезе (итал. Acquanegra Cremonese) је насеље у Италији у округу Кремона, региону Ломбардија.
Према процени из 2011. у насељу је живело 726 становника. Насеље се налази на надморској висини од 45 м.

## Становништво
Према резултатима пописа становништва 2011. у општини је живело 1.302 становника.
| 1931. | 1936. | 1951. | 1961. | 1971. | 1981. | 1991. | 2001. | 2011. |
| ----- | ----- | ----- | ----- | ----- | ----- | ----- | ----- | ----- |
| 1.732 | 1.663 | 1.805 | 1.613 | 1.400 | 1.230 | 1.185 | 1.226 | 1.302 |